# Der Gorilla von Soho
Der Gorilla von Soho (El gorila siniestro en España y Argentina y El gorila de Soho en México) es una película policíaca alemana de 1968 Horst Tappert, Uschi Glas y Uwe Friedrichsen.
El largometraje está basado en una novela de Edgar Wallace llamada The Dark Eyes of London. También cabe destacar, que también es una adaptación de otra película anterior a esa que se llama Die toten Augen von London (1961).

## Argumento
En Londres un asesino con máscara de gorila anda suelto por la ciudad. Cuando encuentrasn su última víctima, se encuentra un muñeco con un mensaje en un dialecto africano. Scotland Yard envía entonces a sus mejores hombres para resolver el caso: el inspector Perkins y el sargento Pepper. Cuentan para ello con el apoyo de la traductora Susan MacPherson.
La investigación les lleva a la organización benéfica "Amor y Paz" y a un internado para niñas donde se fabrican muñecas.

## Reparto
| Actor                | Personaje                |
| -------------------- | ------------------------ |
| Horst Tappert        | Inspector David Perkins  |
| Uschi Glas           | Susan McPherson          |
| Uwe Friedrichsen     | Sargento Jim Pepper      |
| Hubert von Meyerinck | Sir Arthur               |
| Herbert Fux          | Sr. Sugar                |
| Inge Langen          | Mother Superior / Oberin |
| Beate Hasenau        | Cora Watson              |
| Albert Lieven        | Henry Parker             |
| Ilse Pagé            | Sra. Mabel Finley        |
| Hilde Sessak         | Hermana Elizabeth        |

## Producción

### Desarrollo
En 1968 se celebró el hecho que se hicieron 25 películas basadas en novelas de Edgar Wallace. Por ello, para honrarlo y porque continuaban teniendo éxito, se decidió hacer la película Der Gorilla von Soho después de haber hecho antes Der Hund von Blackwood Caste.
Sin embargo Constantin Film tuvo objeciones de hacerlo, ya que entonces hubiesen aparecido dos veces seguidas una película con un animal en su título. Por ello se decidió hacer antes la película Im Banne des Unheimlichen (1968). Sin embargo, mientras que se hizo, también se hicieron preparaciones para luego hacer de inmediato la película. Como había que hacerla rápidamente hasta septiembre de 1968 se apresuraron en hacerla, por lo que decidieron al final hacer una adaptación del filme Die toten Augen von London (1961).

### Filmación
La película se rodó en Berlín Occidental del 18 de junio al 25 de julio de 1968. La antigua escuela Gottlob Münsinger sirvió de telón de fondo para el hogar de niñas y la Isla del Pavo Real, especialmente el cobertizo de la fragata, sirvió también como lugar de rodaje. Las grabaciones interiores se realizaron como era habitual en las películas de Edgar Wallace alemanas en los estudios del CCC y para dar cierta autenticidad a la película un pequeño equipo también viajó a Londres con Uwe Friedrichsen y Uschi Glas para rodar allí algunas tomas.
Una vez terminado, se estrenó el filme en el cine el 27 de septiembre de 1968.

## Recepción
En total, 1,7 millones de espectadores compraron una entrada de cine para verla. De esa manera la película tuvo un éxito de taquilla, pero la reacción a la película fue pobre en retrospectiva, ya que ni Constantin Film ni Rialto-Film comunicaron de que se trataba de una nueva versión de una película anterior. Por ello muchos fanáticos de las películas de Edgar Wallace se sintieron engañados al respecto, lo que tuvo más tarde consecuencias nefastas respecto a esta serie de películas alemanas.
Hoy en día el largometraje ha sido valorado en portales cinematográficos. En IMDb, por ejemplo, con 575 votos registrados, la obra cinematográfica obtiene una media ponderada de 5,1 sobre 10. En cuanto a La Vanguardia, el 58 % de los usuarios registrados en ese periódico le dan a la película una valoración positiva.